# Gerhard Alzen
Gerhard F. P. Alzen (* 15. Februar 1948 in Wiesbaden) ist ein deutscher Arzt (Kinderarzt, Radiologe und Kinderradiologe) und Hochschullehrer.

## Leben
Alzen studierte in Frankfurt und in Mainz Medizin und begann nach seiner Medizinalassistentenzeit und Approbation 1977 als Assistenzarzt in der Univ. Kinderklinik Mainz unter der Leitung von Jürgen Spranger zu arbeiten. Im gleichen Jahr promovierte er mit dem Thema: „Volumenbestimmung mit Ultraschall an isolierten Nieren.“ Nach seiner Facharztanerkennung zum Kinderarzt 1982 wechselte er an das Institut für klinische Strahlenkunde Mainz, wo er bis 1985 als Assistenzarzt unter Manfred Thelen tätig war. 1985 bis 1996 war Alzen in der Klinik für Radiologische Diagnostik der RWTH Aachen tätig (Direktor: Rolf W. Günther) und habilitierte sich im Fach Radiologische Diagnostik über das Thema: „Klinische und tierexperimentelle Untersuchungen zur Strahlenexposition bei der Digitalen Subtraktionsangiographie im Kindesalter.“ 1990 erwarb er die Teilgebietsbezeichnung Kinderradiologie. 1996 folgte er dem Ruf auf eine Professur an die Justus-Liebig-Universität Gießen und übernahm die Leitung der Abteilung Kinderradiologie.
Über die Anfertigung der Dissertation hinaus beschäftigte sich Alzen bereits während des Studiums gemeinsam mit seinem Betreuer Dieter Weitzel intensiv mit der Ultraschalldiagnostik im Kindesalter. Weitzel war es 1973 gelungen, das erste Real-Time-Ultraschallgerät an einer Deutschen Kinderklinik zu installieren. Bildgebende Verfahren und insbesondere die Ultraschalldiagnostik führten Alzen in die Radiologie und aufgrund der neugestalteten Weiterbildungsordnung 1988 zur Kinderradiologie.
Nahezu die gesamte wissenschaftliche Arbeit von Alzen diente dem Ziel, die bildgebende Diagnostik bei Kindern sicherer und schonender zu gestalten. Hierzu gehörte sowohl Röntgenuntersuchungen durch Ultraschall und später MRT zu ersetzen, als auch radiologische Verfahren mit weniger Strahlendosis durchführen zu können. Er initiierte im Auftrag der Gesellschaft Pädiatrische Radiologie  die Einführung eines speziellen Röntgenpasses für Kinder mit dem Ziel, alle bildgebenden Verfahren und Röntgenuntersuchungen einschließlich der applizierten Strahlendosis zu dokumentieren. Seit 2016 ist er Ehrenmitglied der Gesellschaft Pädiatrische Radiologie (GPR), der er seit 1987 angehört.
Im Privatleben interessiert sich Alzen für Klimatologie und Klimawandel; 2022 hielt er dazu einen öffentlichen Vortrag.

## Publikationen (Auswahl)
- G. Alzen: Volumenbestimmung mit Ultraschall an isolierten Nieren. Dissertation, Johannes Gutenberg-Universität Mainz, 1977
- G. Alzen, P. Gutjahr: Präoperative Wilmstumorbehandlung (Stadium III): die Rolle der Sonographie. In: Der Kinderarzt, 1982; 13: 348-353
- G. Alzen, E. G. Böck, M. Thelen, J. Kutzner: Polyurethan-Lagerungshilfen in der Strahlentherapie. In: Strahlentherapie, 1985; 161: 374-378
- G. Alzen, W. Sommer, G. Doblhoff-Dier: Entwicklung einer gewebeäquivalenten Kunststoffvorlaufstrecke für die sonographische Diagnostik hautnaher Bereiche. In: RöFo, 1985; 143: 90-96 (Vertrieb: Sonogel Vertriebs GmbH, Bad Camberg)
- G. Alzen: Klinische und tierexperimentelle Untersuchungen zur Strahlenexposition bei der Digitalen Subtraktions – Angiographie im Kindesalter. Habil. RWTH Aachen, 1990 (https://publications.rwth-aachen.de/record/762732)
- G. Alzen, D. Duque Reina, G. Solbach: Röntgenuntersuchung bei Traumen im Kindesalter – Klinische und juristische Überlegung bei der Indikationsstellung. In: DMW, 1992; 117: 363-367
- G. Alzen, R. W. Günther, P. Keulers, S. M. Eschmann: Perkutane Sklerotherapie der Varikozele – Ergebnisse bei Kindern und Jugendlichen. In: Klin Pädiatr, 1993; 205: 357-362
- G. Alzen, G. Benz-Bohm: Kinderradiologie – Besonderheiten des Strahlenschutzes. In: Dtsch Arztebl, Int 2011; 108(24): 407-14; DOI:10.3238/arztebl.2011.0407